# Adrien Bourgogne
Adrien Jean-Baptiste François Bourgogne (12. November 1785 in Condé-sur-l’Escaut; † 14. April 1867 in Valenciennes) war ein französischer Sergent der Napoleonischen Kriege. In seinen Memoiren schildert er als Überlebender die Teilnahme am Russlandfeldzug 1812. Seine Aufzeichnungen wurden Anfang des 20. Jahrhunderts von H. von Natzmer ins Deutsche übersetzt und erschienen bis 1937 in verschiedenen Auflagen und Ausgaben.